# NGC 2661
NGC 2661 è una galassia a spirale situata nella costellazione del Cancro, a una distanza di circa 211 milioni di anni luce dalla nostra Via Lattea.

## Scoperta
La galassia è stata scoperta il 19 marzo 1784 dall'astronomo britannico di origine tedesca William Herschel.

## Descrizione
NGC 2661 ha una classe di luminosità III-IV e presenta una larga riga a 21 cm dell'idrogeno neutro.